# Дажне, Рауль
Рауль Дажне (фр. Raoul Dagenais; (23 июля 1906 — 2 августа 1994)) — канадский шашист, серебряный призёр чемпионата мира по международным шашкам (1952), двукратный чемпион мира по канадским шашкам (1944, 1960), чемпион Америки по канадским шашкам (1938), чемпион Канады по международным шашкам (1970), шестикратный чемпион Канады по канадским шашкам (1933, 1934-1937).
В 1944 году Рауль Дажне стал чемпионом мира в 144-клеточные шашки (канадские шашки). Вместе с соотечественником Марселем Делорье выступал на чемпионате мира по международным шашкам 1952 года в Нидерландах и занял второе место. В 1954 году в борьбе с Делорье Дажне стал вторым на первом чемпионате Канады по стоклеточным шашкам. В 1960 году во второй раз стал чемпионом мира по канадским шашкам.
Член (с 12 ноября 1952 года) символического клуба победителей чемпионов мира Роба Клерка.